# Podostena sleeperi
Podostena sleeperi är en skalbaggsart som beskrevs av Henry Fuller Howden 1997. Podostena sleeperi ingår i släktet Podostena och familjen Melolonthidae. Inga underarter finns listade i Catalogue of Life.